# 岐阜県道82号白鳥明宝線
岐阜県道82号白鳥明宝線（ぎふけんどう82ごう しろとりめいほうせん）とは、岐阜県郡上市内を結ぶ主要地方道（岐阜県道）である。

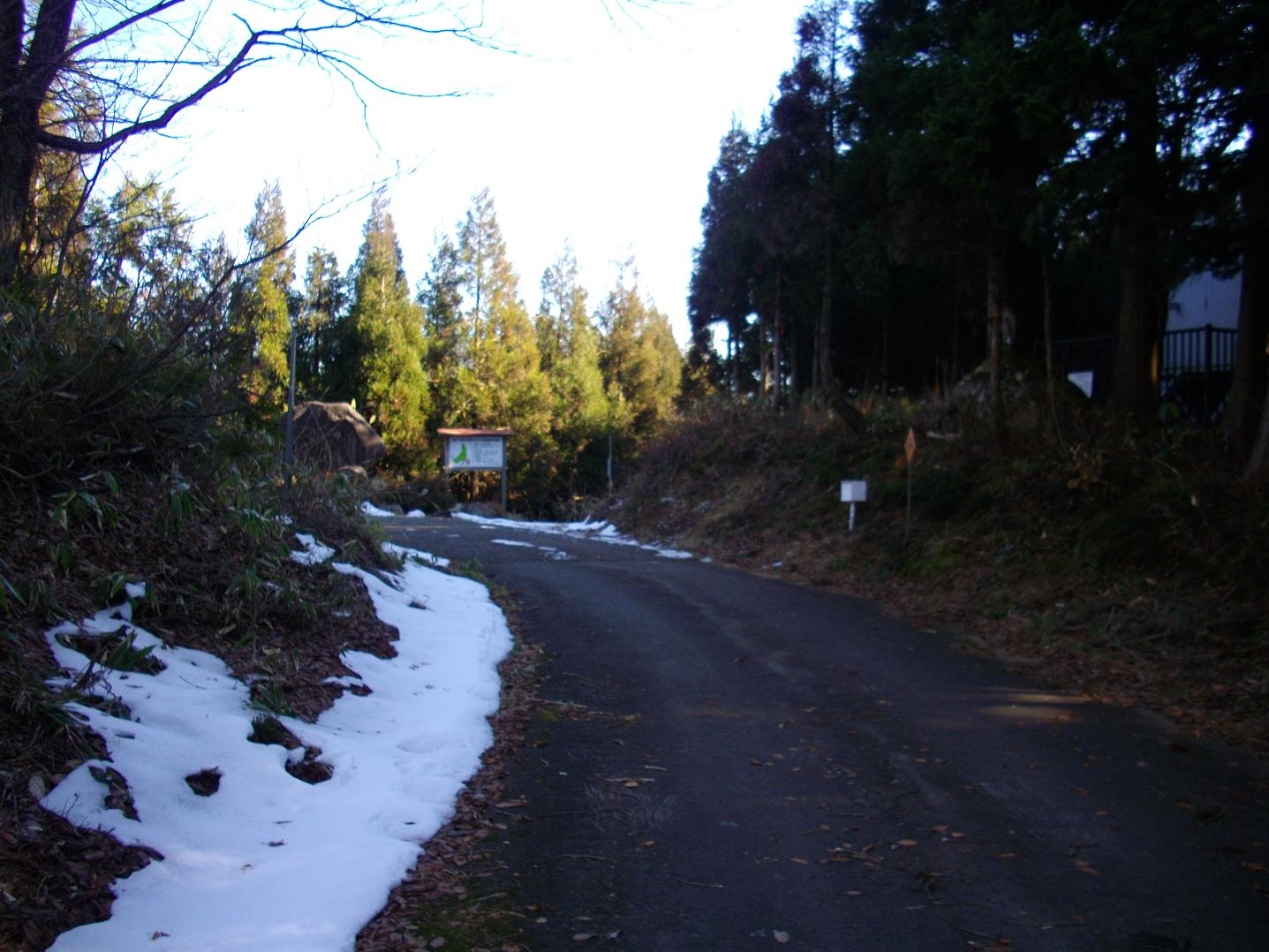
大洞峠周辺。地図上では大林林道の峠となっている。

## 概要
地図上は旧白鳥町と旧明宝村の境界周辺は不通区間であるが、大林林道（全線舗装路）でつながっている。
白鳥、明宝境周辺は大型車通行不可。冬季通行止め。
白鳥側では国道156号から牛道地区へのメインルート的役割を担うほか、東海北陸自動車道白鳥インターチェンジ開通後はインターチェンジの取付道路としての役割も担っている。

### 路線データ
- 起点：岐阜県郡上市（国道156号交点）
- 終点：岐阜県郡上市（国道472号交点）
- 制定年月日：1983年（昭和58年）1月28日

## 道の駅
- 白尾ふれあいパーク

## 通過する自治体
- 岐阜県
  - 郡上市

## 主な接続道路
- 国道156号・東海北陸自動車道白鳥IC・国道472号（郡上市）